# Замок Дансолі
Замок Дансолі (англ. Dunsoghly Castle, ірл. Caisleán Dún Sochlaigh) — Кашлєн Дун Шохлах — один із замків Ірландії. Замок є національним монументом Ірландії, розташований в графстві Дублін, в місцевості Дун Лаогайре, яку ще називають Рахдаун. Замок Дансолі знаходиться на південно-східному схилі гори Дві Скелі.

## Історія замку Дансолі
Замок Дансолі побудований близько 1450 року сером Роулендом Планкеттом — головою Верховного суду Лави Короля. Замком протягом більш ніж 400 років володіла одна родина — Планкетт аж до 1870 року. Ця шляхетна родина постійно жила в цьому замку, не дивлячись на те, що в епоху ренесансу вимоги шляхти до житла і комфорту змінилися і середньовічний замок не міг вдовольнити ці вимоги, замок був, зрештою, незручним для життя, і потреба в обороні відпала. Замок являє собою об'ємну чотириповерхову вежу, що має кутові башти, що підносяться над бруствером.
Дах замку Дансолі послужив моделлю для реставрацій таких замків як Бунратті та Роen-хаус. Дах має дугоподібні основи з чотирма дубовими балками, на кожному комірі балки є основний стовп, що підтримує прогон траверса нижче гребеня. Крокви укладають плоскою, а не по краю, як в сучасних дахах, покриття розділено рейками.
Існує невелика каплиця на півдні з написом «1573» над дверима, ікони Страстей і ініціали Джона Планкетта та його дружини Женет Сарсфілд. На заході і півдні знаходяться залишки землерийних оборонних валів та ровів часів війни 1670-х років.